# نئونازیسم
نِئونازیسم (به انگلیسی: neonazism) یا نونازیسمبه جنبش‌های ستیزه‌جویانه، اجتماعی و سیاسی پس از جنگ جهانی دوم اشاره دارد که در صدد احیا و بازگردانی ایدئولوژی نازیسم است. نئونازی‌ها از ایدئولوژی خود برای ترویج نفرت و برترپنداری (اغلب برترپنداری نژاد سفید)، به‌منظور حمله به اقلیت‌های نژادی و قومی (اغلب یهودستیزی و اسلام‌هراسی) و در مواردی برای ایجاد دولت فاشیستی استفاده می‌کنند.
پدیده نئونازیسم مسئله‌ای جهانی به‌شمار می‌رود و در بسیاری از کشورها و شبکه‌های بین‌المللی به چشم می‌خورد. این جنبش‌ها اصول نازی شامل یهودی‌ستیزی، ملی‌گرایی افراطی، نژادپرستی، بیگانه‌هراسی، توانمندگرایی، همجنس‌گراهراسی، ضد کمونیسم و ایجاد «رایش چهارم» را دنبال می‌کنند. انکار هولوکاست در محافل نئونازی رایج است.
نئونازی‌ها همواره نمادهای نازی‌ها را به کار می‌برند و آدولف هیتلر و دیگر رهبران نازی را ستایش می‌کنند. در برخی از کشورهای اروپایی و آمریکای لاتین، قوانین باعث ممنوعیت بیان دیدگاه‌های طرفدار نازی، نژادپرستی، یهودی‌ستیزی یا همجنس‌گراهراسی شده‌است. نمادهای مرتبط با نازی‌ها در بسیاری از کشورهای اروپایی (به ویژه آلمان) ممنوع هستند و این کشورها در تلاشند تا نئونازیسم را مختل کنند.

## عقاید
جنبش‌های نئونازی به آدولف هیتلر وفادار هستند، و نشان ملی آلمان نازی (صلیب شکسته) و هر چیزی که متعلق به آلمان دوره ۱۹۳۳ تا ۱۹۴۵ باشد.

## دامنه فعالیت
نئونازیسم در اروپا و آمریکای شمالی وجود دارد و نژاد گرایی را می‌آموزد. این آموزه‌ها وفاداری به اصول نخستین نازیسم، اعتقاد به برتری نژاد آریایی را پوشش می‌دهد.
نئونازی‌ها در اروپای شرقی و پس از سقوط کمونیسم فعالیت بسیار گسترده‌ای را آغاز کرده‌اند و در مدّت زمان اندکی توانسته‌اند گروه‌های بزرگ و سازمان‌یافته‌ای را تشکیل بدهند. اصول اولیه این گروه‌ها متضاد اخلال در آرامش و امنیت ملی یک جامعه یا یک کشور است.

## نئونازی‌های ایران
جنبش نئونازی ایران در تاریخ جمعه، ۱۰ اسفند ۱۳۸۶ تشکیل شده‌است. فعالیت این گروه باعث واکنش‌های سیاسی در داخل و خارج از ایران شده‌است.

### فعالیت
فعالیت اعضای این گروه بر روی فضای اینترنت متمرکز است پس از اینکه این گروه در ایران اعلام موجودیت کرد یک مجموعه سایت‌های اینترنتی راه‌اندازی کردند.
گروه‌های محور نئونازی برای پیروزی نژاد آریایی (جوامع ایران، آلمان و شمال ایتالیا) فعالیت می‌کنند.

### اعتراض جامعه کلیمیان
در پی رفع فیلتر این سایت‌ها سیامک مره صدق نماینده ایرانیان کلیمی در مجلس شورای اسلامی در نامه‌ای اعتراضی به علی لاریجانی ریاست مجلس شورای اسلامی خواستار برخورد مناسب با این گروه مجازی شد. وی بیان کرد که:
 از آنجایی که این تفکر نژادپرستانه تمامی نژاد سامی را مورد هجوم قرار می‌دهد و با توجه به همزمانی این فعالیت با فعالیت‌های سازمان‌یافته استکبار علیه منافع نظام مقدس جمهوری اسلامی ایران در برخی از محافل جهانی این همزمانی برای اینجانب سؤال‌برانگیز است. لازم به تذکر است که تمامی موحدان جهان می‌دانند که چنین تفکراتی ضد انسانی هیچگونه پذیرشی در صفوف مردم ایران و مسئولان نظام مقدس جمهوری اسلامی ایران نداشته و نخواهد داشت و بر اهل تاریخ ثابت شده که بیشترین سود از تبلیغات نژادپرستانه نازیسم همواره به خزانه صهیونیزم وارد می‌شود.

### واکنش وزارت ارشاد
روابط عمومی وزارت فرهنگ و ارشاد اسلامی در پی رفع فیلتر مجدد سایت‌های مرتبط با نئونازی‌های ایران در جوابیه‌ای به سایت تابناک مدعی شد که مرجع ثبت دامنه‌های آی آر وزارت فرهنگ و ارشاد اسلامی نبوده بلکه موسسه‌ای غیردولتی (یک مرکز تحقیقاتی) اقدام به ثبت دامنه‌های آی آر می‌نماید که حتی تحت نظارت وزارت فرهنگ و ارشاد اسلامی نیز نیست.